# オールド・マン・クラントン
オールド・マン・クラントン（Old Man Clanton）、本名ニューマン・ヘインズ・クラントン（Newman Haynes Clanton、1816年? - 1881年）は、アメリカ西部開拓時代の牧場主。テネシー州生まれ。OK牧場の決闘の仇役である、アイク・クラントン、ビリー・クラントン兄弟の父。
ミズーリ州に移り住んだ後、1840年マリア(Mariah Sexton Kelso)と結婚してアイクとビリーを含む5男2女に恵まれた。1850年からゴールドラッシュに沸くカリフォルニア州に出稼ぎに出て各地を渡り歩き、イリノイ州やテキサス州を家族とともに転々とし、妻が死んだあとアリゾナ州コチセ郡トゥームストーンに定住した。
牧場経営で成功してトゥームストーン周辺の有力者になった。牛泥棒などの不法行為によって財をなしたと伝えられ、後のハリウッド映画では無頼漢のボスとして描写されることが多い。
1881年8月（これはOK牧場の決闘の2ヶ月前）、アリゾナ州グワダルーペ・キャニオン(Guadalupe Canyon)においてメキシコ人による待ち伏せ攻撃を受けて射殺されたという。つまり「荒野の決闘」でのボス扱いは後世の創作。